# Aquarius / Let the Sunshine In
Aquarius / Let the Sunshine In est un medley de deux chansons écrit par James Rado et Gerome Ragni et composé par Galt MacDermot pour leur comédie musicale rock Hair, créée en 1967,,,.
Plus tard, le titre a été enregistré et sorti en single par le groupe américain Fifth Dimension. Aux États-Unis, cette version des Fifth Dimension a passé six semaines au sommet du Hot 100 du Billboard au printemps 1969, devenant le plus gros succès de leur carrière,,,,,. La chanson fait partie de leur album The Age of Aquarius, paru en mai 1969,.

## Distinctions
La chanson (dans la version du film Hair sorti en 1979) fut classée 33e dans la liste des « 100 plus grandes chansons du cinéma américain » selon l'American Film Institute (AFI).
La version de Fifth Dimension a remporté le Grammy Award de l'enregistrement de l'année et le Grammy Award de la meilleure prestation vocale pop d'un duo ou groupe. En 2004, elle reçoit le Grammy Hall of Fame Award.